# Raye-sur-Authie
Raye-sur-Authie é uma comuna francesa na região administrativa de Altos da França, no departamento de Pas-de-Calais. Estende-se por uma área de 5,89 km². Em 2010 a comuna tinha 251 habitantes (densidade: 42,6 hab./km²).